# Qeshlāq-e Kāreh
Qeshlāq-e Kāreh är en ort i Iran.   Den ligger i provinsen Nordkhorasan, i den nordöstra delen av landet, 600 km öster om huvudstaden Teheran. Qeshlāq-e Kāreh ligger 1 209 meter över havet och antalet invånare är 278.
Terrängen runt Qeshlāq-e Kāreh är kuperad, och sluttar söderut. Runt Qeshlāq-e Kāreh är det ganska tätbefolkat, med 75 invånare per kvadratkilometer. Närmaste större samhälle är Ţarāqī Tork, 18,1 km sydväst om Qeshlāq-e Kāreh. Omgivningarna runt Qeshlāq-e Kāreh är i huvudsak ett öppet busklandskap.